# Colby Chester
Colby Chester (* 17. November 1941 in Greenwich, Connecticut, Vereinigte Staaten) ist ein US-amerikanischer Schauspieler.
Chester war mit der Schauspielerin lynn Benisch verheiratet und hat mit ihr zwei Töchter. Seit 1971 war er an mehr als 70 Film- und vor allen Fernsehproduktionen beteiligt.

## Filmographie
- 1971: The D.A.
- 1971: Alias Smith & Jones
- 1971: Death takes a Holiday
- 1971: Sarge
- 1972: FBI
- 1972: Banacek
- 1972: The Sixth Sense
- 1973: Murdock’s Gang
- 1973: Der große Coup
- 1973: Columbo: Ein Hauch von Mord
- 1973: Owen Marshall – Strafverteidiger
- 1973: Unternehmen Staatsgewalt
- 1973: Dr. med. Marcus Welby
- 1974: Der Sechs Millionen Dollar Mann
- 1974: Kojak – Einsatz in Manhattan
- 1974: Die Weltumsegelung
- 1972–1975: Notruf California
- 1972–1975: McMillan & Wife
- 1975: Die Hindenburg
- 1976: Wonder Woman
- 1977: Starsky & Hutch
- 1977: Make-up und Pistolen
- 1978: Blue Collar
- 1978: Project U.F.O.
- 1978: The Hardy Boys
- 1978: A Double Life
- 1979: Ein Duke kommt selten allein
- 1978–1979: Sword of Justice
- 1980: Einmal Scheidung, bitte!
- 1980: Mrs. Columbo
- 1980: General Hospital
- 1980: Zeit der Sehnsucht
- 1981: Die Rückkehr der Familie Frankenstein
- 1981: Lou Grant
- 1978–1981: Vegas
- 1981–1982: Der Denver-Clan
- 1982: Maid in America
- 1982,1983: Trapper John, M.D.
- 1984: Der Ninja-Meister
- 1985: Mord ist ihr Hobby
- 1986: Salvador
- 1986–1990: Schatten der Leidenschaft
- 1992: Eine schrecklich nette Familie
- 1992: Unberechenbarkeit
- 1993: Tödliche Gottesanbeterin
- 1995: Simon & Simon: In Trouble Again